# Ікі (Нагасакі)

І́кі (яп. 壱岐市, いきし, МФА: [ikʲi ɕi̥]?) — місто в Японії, в префектурі Нагасакі.     Отримало статус міста 2004 року. Площа становить 138,56 км². Станом на 1 серпня 2011 року населення складало 28 530  осіб, густота населення — 206 осіб/км².     

## Історія
У середньовіччі острів Ікі був осередком японських піратів. У 15 столітті заможні пірати перетворилися на регіональних володарів, отримавши статус самураїв.
Ікі отримало статус міста 1 березня 2004 року.